# Ceiba aesculifolia
Ceiba aesculifolia är en malvaväxtart som först beskrevs av Carl Sigismund Kunth, och fick sitt nu gällande namn av James Britten och John Gilbert Baker. Ceiba aesculifolia ingår i släktet Ceiba och familjen malvaväxter.

## Underarter
Arten delas in i följande underarter:
- C. a. aesculifolia
- C. a. parvifolia